# Ashley Massaro
Ashley Marie Massaro (* 26. Mai 1979 in Babylon, New York; † 16. Mai 2019 in Smithtown, New York) war eine US-amerikanische Wrestlerin und Model. Sie stand bis zu ihrem Karriereende 2008 bei World Wrestling Entertainment unter Vertrag.

## Wrestling-Karriere

### World Wrestling Entertainment  (2005–2008)

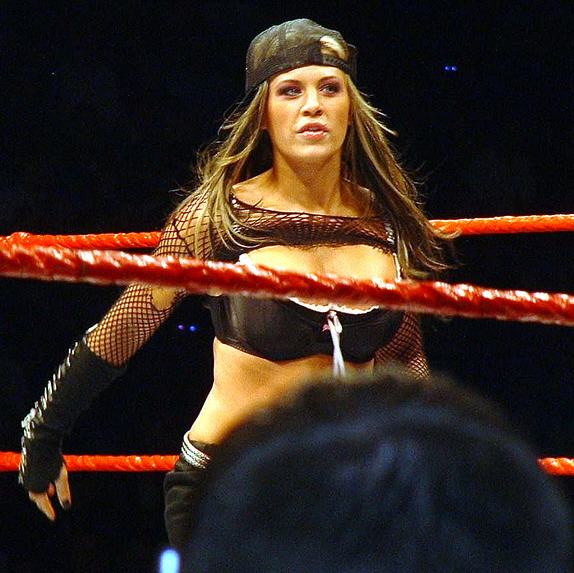
Massaro 2007

Massaro bewarb sich 2005 bei World Wrestling Entertainment um eine Einstellung. Sie wurde mit einem zunächst auf 12 Monate laufenden Vertrag eingestellt und durfte den damals stattfindenden WWE Diva Search Contest gewinnen. Massaro erhielt als Siegesprämie 250.000 US-Dollar sowie einen offiziellen Vertrag bei World Wrestling Entertainment. Sie wurde dem RAW-Roster zugeteilt und durchlief dort bis 2006 mehrere Fehdenprogramme.
Am 20. Februar 2006 brach sich Massaro bei einer Diva's Battle Royal den Knöchel und musste bis März pausieren. Sie unterzeichnete während ihrer Verletzungspause einen WWE-Standardvertrag, der auf drei Jahre befristet war. Nach ihrem Comeback wurde sie vor allem als Ringbegleiterin (Managerin) eingesetzt.
Im Juni 2006 wechselte sie ins SmackDown!-Roster, um dort die geringe Zahl an Diven aufzustocken. Zunächst als Kommentatorin eingesetzt, durfte sie ihr erstes Match im Tag Team mit Jillian Hall gegen Kristal Marshall und Michelle McCool gewinnen.
Bereits am 4. August 2006 verletzte sich Massaro bei einem Match gegen Kristal Marshall an der Hand. Nach der Genesung wurde sie wieder als Ringbegleiterin für Paul London und Brian Kendrick eingesetzt.
Im Juni 2007 wurde Massaro von Vince McMahon „entlassen“, um ihre Teilnahme an einer „Survivor“-Fernsehshow zu ermöglichen. Nach ihrem frühzeitigen Ausscheiden bei der Show wurde Massaro wieder dem RAW-Roster zugeteilt. Am 28. April 2008 hatte sie ihren letzten Einsatz bei der WWE und kündigte am 2. Juli 2008 aufgrund der Erkrankung ihrer Tochter ihren Rücktritt an. Ein mögliches Comeback im Falle einer Genesung schloss sie jedoch nicht aus.

## Außerhalb des Wrestlings
2007 nahm Massaro an der Reality-Fernsehserie Survivor: China auf CBS teil und belegte den 15. und damit vorletzten Platz. Im selben Jahr spielte sie zusammen mit Glenn Jacobs in einer Folge der US-Serie Smallville mit.
Massaro war im Musikvideo des Songs Hell Yeah der Band Rev Theory zu sehen. Sie ist neben ihren Wrestling-Kolleginnen Layla El, Brooke Adams, Kelly Kelly, Torrie Wilson und Maryse Ouellet im Musikvideo zur Single Throw It On Me (featuring The Hives) des Produzenten Timbaland zu sehen.
Im April 2007 hatte Massaro eine Fotostrecke im Playboy. Zuvor hatte sie schon unter dem Pseudonym Ryan MacKenzie zwei Shootings in den Jahren 2003 und 2004 absolviert.
Sie war mit einem Schlagzeuger und den WWE-Wrestlern Matt Hardy und Paul London liiert.
2016 berichtete Massaro, dass sie 2006 bei einem WWE-Event auf einem US-Militärstützpunkt in Kuwait vergewaltigt worden sei.

## Tod
Massaro wurde im Mai 2019 leblos in ihrem Zuhause aufgefunden. Sie wurde in ein nahegelegenes Krankenhaus gebracht, wo der Tod festgestellt wurde. Als Todesursache wurde Suizid durch Erhängen angegeben.

## Wrestling-Erfolge
- World Wrestling Entertainment
  - Diva Search (2005)